# Diadegma erythropus
Diadegma erythropus là một loài tò vò trong họ Ichneumonidae.